# Laurent Lufroy
Laurent Lufroy, parfois crédité Lululolo, né le 2 avril 1966 à Saint-Chamond, est un affichiste français. Il est l'auteur de plus de 700 affiches de cinéma, tant pour des productions françaises qu'américaines, faisant de lui l'un des affichistes les plus prolifiques de la fin du XXe siècle et du début du XXIe siècle.
Il a travaillé pour des cinéastes de renom, tels que Luc Besson, Leos Carax, Jane Campion, Brian De Palma, Jean-Luc Godard, Jean-Pierre Jeunet, Krzysztof Kieślowski, David Lynch, Gaspar Noé, Alan Parker ou encore Steven Soderbergh.

## Biographie
Après avoir reçu son diplôme à l'École supérieure des arts appliqués de Paris, Laurent Lufroy participe à un concours d'affiches lors du Festival de Cannes, visant à proposer une affiche pour La Forêt d'émeraude. S'il n'arrive que deuxième (la proposition gagnante étant celle de l'affichiste Zoran Jovanovic), son travail est cependant remarqué par Laurent Pétin, l'un des jurés du concours et surtout dirigeant de la société ARP Sélection, alors spécialisée dans la communication pour le cinéma. Ensemble, ils travailleront sur de nombreux projets.
En 1990, ils sont tous les deux nommés au César de la meilleure affiche pour leur affiche de Valmont, le prix ayant été attribué à Gil Jouin et au duo Jouineau-Bourduge pour leur affiche de Cinema Paradiso. Ce fut la dernière année que le prix fut décerné.
Le nom de son agence, Couramiaud, est le nom du gentilé de Saint-Chamond où il est né. Frank Lufroy, frère de Laurent, travaillait de 2003 à 2013 pour Couramiaud en tant que graphiste. Auparavant, faute de budget pour organiser une séance photo, c'est lui qui posait de dos pour l'affiche de D'Artagnan.
En 2000, il réalise un making-of du premier opus de Taxi dont il signe également l'affiche.
En 2006, il produit avec sa société de production Cour(a)miaud le court métrage Comme un air... de Yohann Gloaguen.
Proche de Gaspar Noé, dont il a conçu les affiches de tous les longs-métrages à l'exception de Seul contre tous, Laurent Lufroy apparaît dans Love aux côtés du producteur Vincent Maraval, dans Climax à la fin du film et dans Lux Æterna brandissant une torche.
En 2017, il est invité par le Festival 2 Valenciennes, afin de faire une masterclass donnée à l'université de Valenciennes. L'association Atmosphère lui consacre à cette occasion une exposition. Depuis 2017, il signe chaque année l'affiche du festival,.
En 2018, lors de la 44e édition du Grand Prix de la Communication Extérieure, il co-préside avec Matthieu Elkaïm le jury pour décerner le prix de la meilleure affiche de cinéma. Il est attribué à Grave dont l'affiche a été conçue par l'agence Silenzio.

## Affiches de cinéma
Compte tenu de l'ampleur du travail de Laurent Lufroy, cette liste est nécessairement incomplète.

### Années 1980
- 1987 :
  - Cobra Verde de Werner Herzog
  - Maladie d'amour de Jacques Deray
  - Pelle le Conquérant de Bille August
  - Sur la route de Nairobi de Michael Radford
- 1988 :
  - Amsterdamned de Dick Maas
  - Jaune revolver de Olivier Langlois
  - L'Insoutenable Légèreté de l'être de Philip Kaufman
  - Mississippi Burning de Alan Parker
  - Tucker de Francis Ford Coppola
- 1989 :
  - Dernière sortie pour Brooklyn de Uli Edel
  - Deux de Claude Zidi
  - Erik le Viking de Terry Jones
  - Jésus de Montréal de Denys Arcand
  - Leningrad Cowboys Go America de Aki Kaurismäki
  - Le Temps des Miracles de Goran Paskaljević
  - Leviathan de George Cosmatos
  - Sexe, mensonges et vidéo de Steven Soderbergh
  - Sweetie de Jane Campion
  - Valmont de Miloš Forman

### Années 1990
- 1990 :
  - Danse avec les loups de Kevin Costner
  - La Servante écarlate de Volker Schlöndorff
  - L'Échelle de Jacob de Adrian Lyne
  - Le Mari de la coiffeuse de Patrice Leconte
  - Miss Missouri d'Élie Chouraqui
  - Nikita de Luc Besson
  - Nouvelle Vague de Jean-Luc Godard
  - Ripoux contre Ripoux de Claude Zidi
  - S'en fout la mort de Claire Denis
  - Stan The Flasher de Serge Gainsbourg
  - Tumultes de Bertrand Van Effenterre
  - Voir l'éléphant de Jean Marbœuf
- 1991 :
  - Barton Fink de Joel et Ethan Coen
  - Jamais sans ma fille de Brian Gilbert
  - La Liste noire de Irwin Winkler
  - Les Meilleures Intentions de Bille August
  - Paris s'éveille d'Olivier Assayas
- 1992 :
  - "1492 : Christophe Colomb" de Ridley Scott
  - Betty de Claude Chabrol
  - Les Nuits fauves de Cyril Collard
  - Les Petits Champions de Stephen Herek
  - The Crying Game de Neil Jordan
- 1993 :
  - La Leçon de piano de Jane Campion
  - La Soif de l'or de Gérard Oury
  - Les Visiteurs de Jean-Marie Poiré
  - Métisse de Mathieu Kassovitz
  - Trois Couleurs : Bleu de Krzysztof Kieślowski
- 1994 :
  - Léon de Luc Besson
  - Trois Couleurs : Blanc de Krzysztof Kieślowski
  - Trois Couleurs : Rouge de Krzysztof Kieślowski
- 1995 :
  - À fleur de peau de Steven Soderbergh
  - Crossing Guard de Sean Penn
  - Judge Dredd de Danny Cannon
  - Les Amants du nouveau monde de Roland Joffé
  - Les Anges gardiens de Jean-Marie Poiré
  - Les Trois Frères de Didier Bourdon et Bernard Campan
  - Marchand de rêves de Giuseppe Tornatore
  - Underground d'Emir Kusturica (affiche originale et ressortie de 2024[14])
- 1996 :
  - Fallait pas !… de Gérard Jugnot
  - Fantôme avec chauffeur de Gérard Oury
  - La Robe, et l'effet qu'elle produit sur les femmes qui la portent et les hommes qui la regardent d'Alex van Warmerdam
  - Le Roi des Aulnes de Volker Schlöndorff
  - Les Victimes de Patrick Grandperret
  - Ridicule de Patrice Leconte
  - Schizopolis de Steven Soderbergh
- 1997 :
  - De beaux lendemains d'Atom Egoyan
  - Didier d'Alain Chabat
  - Le Cinquième Élément de Luc Besson
  - Les Visiteurs 2 de Jean-Marie Poiré
  - Lost Highway de David Lynch
  - Ne pas avaler de Gary Oldman
  - Trop tard de Lucian Pintilie
- 1998 :
  - 24 heures sur 24 de Shane Meadows
  - Les Bruits de la ville de Sophie Comtet
  - Rosie, sa vie est dans sa tête de Patrice Toye
  - Taxi de Gérard Pirès
  - Velvet Goldmine de Todd Haynes
- 1999 :
  - Jeanne d'Arc de Luc Besson
  - Me Myself I, La Chance De Ma Vie de Pip Karmel

### Années 2000
- 2000 :
  - Chansons du deuxième étage de Roy Andersson
  - La Veuve de Saint-Pierre de Patrice Leconte
  - Les destinées sentimentales d'Olivier Assayas
  - Les Rivières Pourpres de Mathieu Kassovitz
  - Old School de Kader Ayd et Karim Abbou
  - Sur un air d'autoroute de Thierry Boscheron
  - Taxi 2 de Gérard Krawczyk
  - The Dancer de Frédéric Garson
- 2001 :
  - Félix et Lola de Patrice Leconte
  - Inch'Allah dimanche de Yamina Benguigui
  - Le Baiser mortel du dragon de Chris Nahon
  - Le Fabuleux Destin d'Amélie Poulain de Jean-Pierre Jeunet
  - Le Pacte des loups de Christophe Gans
  - Stalingrad de Jean-Jacques Annaud
  - Vidocq de Pitof
  - Yamakasi de Ariel Zeitoun
- 2002 :
  - 17 fois Cécile Cassard de Christophe Honoré
  - Adolphe de Benoît Jacquot
  - Ararat d'Atom Egoyan
  - Femme fatale de Brian De Palma
  - Irréversible de Gaspar Noé
  - La Repentie de Lætitia Masson
  - Le Boulet d'Alain Berberian et Frédéric Forestier
  - Samouraïs de Giordano Gederlini
  - Sueurs (film, 2002) de Louis-Pascal Couvelaire
- 2003 :
  - Bon Voyage de Jean-Paul Rappeneau
  - Cette femme-là de Guillaume Nicloux
  - Massaï, les guerriers de la pluie de Pascal Plisson
  - Michel Vaillant de Louis-Pascal Couvelaire
  - Moi César, 10 ans ½, 1m39 de Richard Berry
  - Monsieur Ibrahim et les Fleurs du Coran de François Dupeyron
  - Ong-bak de Prachya Pinkaew
  - Snowboarder d'Olias Barco
  - Tarnation de Jonathan Caouette
  - Taxi 3 de Gérard Krawczyk
- 2004 :
  - Agents secrets de Frédéric Schoendoerffer
  - Calvaire de Fabrice Du Welz
  - Cause toujours ! de Jeanne Labrune
  - Le Convoyeur de Nicolas Boukhrief
  - Innocence de Lucile Hadžihalilović
  - Saint Ange de Pascal Laugier
  - Un long dimanche de fiançailles de Jean-Pierre Jeunet
- 2005 :
  - Angel-A de Luc Besson
  - Joyeux Noël de Christian Carion
  - La Boîte noire de Richard Berry
  - La Science des Rêves de Michel Gondry
  - Les Mots bleus d'Alain Corneau
  - Lord of War d'Andrew Niccol
  - Man to Man de Régis Wargnier
  - Revolver de Guy Ritchie
  - Romanzo criminale de Michele Placido
  - Sheitan de Kim Chapiron
  - The Jacket de John Maybury
  - Virgil de Mabrouk El Mechri
- 2006 :
  - Arthur et les Minimoys de Luc Besson
  - Enfermés dehors d'Albert Dupontel
  - Les Bronzés 3 de Patrice Leconte
  - Pénélope de Mark Palansky
  - Un crime de Manuel Pradal
- 2007 :
  - Chrysalis de Julien Leclercq
  - Contre-enquête de Franck Mancuso
  - Odette Toulemonde d'Éric-Emmanuel Schmitt
  - Taxi 4 de Gérard Krawczyk
  - Le Deuxième souffle d'Alain Corneau
- 2008 :
  - Aide toi, le ciel t'aidera de François Dupeyron
  - Astérix aux Jeux olympiques de Thomas Langmann et Frédéric Forestier
  - Che de Steven Soderbergh
  - Française de  Souad El-Bouhati
  - Mesrine : l'instinct de mort et L'Ennemi public no 1 de Jean-François Richet
  - MR 73 d'Olivier Marchal
- 2009 :
  - Coco avant Chanel d'Anne Fontaine
  - Le Dernier Vol de Karim Dridi
  - Le Vilain d'Albert Dupontel
  - Micmacs à tire-larigot de Jean-Pierre Jeunet
  - Trésor de Claude Berri
  - Vengeance de Johnnie To

### Années 2010
- 2010 :
  - Enter the Void de Gaspar Noé
  - Fantômas de Christophe Gans (affiche teaser, le film n'a finalement jamais été tourné[15])
  - J'ai rencontré le Diable de Kim Jee-woon
  - Le Mac de Pascal Bourdiaux
  - Les Aventures Extraordinaires d'Adèle Blanc-Sec de Luc Besson
  - L'Immortel de Richard Berry
  - Mr Nobody de Jaco Van Dormael
  - The Ghost Writer de Roman Polanski
- 2011 :
  - Switch de Frédéric Schoendoerffer
  - The Artist de Michel Hazanavicius
  - The Lady de Luc Besson
  - This Must Be the Place de Paolo Sorrentino
  - The Prodigies d'Antoine Charreyron
- 2012 :
  - Cosmopolis de David Cronenberg
  - Holy Motors de Leos Carax
  - La Vie d'une autre de Sylvie Testud
  - L'Homme qui rit de Jean-Pierre Améris
  - Magic Mike de Steven Soderbergh
  - Maniac de Franck Khalfoun
  - Mauvaise Fille de Patrick Mille
  - Passion de Brian De Palma
  - Sugar Man de Malik Bendjelloul
  - Une place sur la Terre de Fabienne Godet
  - Upside Down de Juan Solanas
- 2013 :
  - 9 Mois ferme d'Albert Dupontel
  - Borgman d'Alex van Warmerdam
  - Enemy de Denis Villeneuve
  - Les Garçons et Guillaume, à table ! de Guillaume Gallienne
  - Les Reines du ring de Jean-Marc Rudnicki (affiche définitive conçue par Le Cercle Noir pour Alamo)
  - L'Extravagant Voyage du jeune et prodigieux T. S. Spivet de Jean-Pierre Jeunet
  - Mon âme par toi guérie de François Dupeyron
  - Snowpiercer de Bong Joon-ho
- 2014 :
  - Cold in July de Jim Mickle
  - La Belle et la Bête de Christophe Gans
  - Le Temps des aveux de Régis Wargnier
  - Lost River de Ryan Gosling
  - The Search de Michel Hazanavicius
  - Welcome to New York d'Abel Ferrara
- 2015 :
  - High-Rise de Ben Wheatley
  - Love de Gaspar Noé
  - Ouragan (film, 2015) de Cyril Barbançon, Andy Byatt et Jacqueline Farmer
  - Un moment d'égarement de Jean-François Richet
- 2016 :
  - Apprentice de Boo Junfeng
  - Arès de Jean-Patrick Benes
  - Chocolat de Roschdy Zem
  - Évolution de Lucile Hadzihalilovic
  - FLA de Djinn Carrénard et Salomé Blechmans
  - Green Room de Jeremy Saulnier
  - Les Malheurs de Sophie de Christophe Honoré
  - The Neon Demon de Nicolas Winding Refn
  - Tout, tout de suite de Richard Berry
- 2017 :
  - Au revoir là-haut d'Albert Dupontel
  - Bonne Pomme de Florence Quentin
  - La Mécanique de l'ombre de Thomas Kruithof
  - Overdrive d'Antonio Negret
- 2018 :
  - Climax de Gaspar Noé
  - La Surface de réparation de Christophe Régin
  - Le vent tourne de Bettina Oberli
  - L'Homme qui tua Don Quichotte de Terry Gilliam
  - Lukas de Julien Leclercq
  - Mes provinciales de Jean Paul Civeyrac
  - Thunder Road de Jim Cummings
  - Un peuple et son roi de Pierre Schoeller
- 2019 :
  - Ayka de Sergueï Dvortsevoï
  - Paradise Beach de Xavier Durringer

### Années 2020
- 2020 :
  - Adieu les cons d'Albert Dupontel
  - Lux Æterna de Gaspar Noé
  - Mon Cousin de Jan Kounen
  - Vivarium de Lorcan Finnegan
- 2021 :
  - France de Bruno Dumont
  - Illusions perdues de Xavier Giannoli
  - Lamb de Valdimar Jóhannsson
- 2022 :
  - Couleurs de l'incendie de Clovis Cornillac
  - Don Juan de Serge Bozon
  - Les Volets verts de Jean Becker
  - Vortex de Gaspar Noé
- 2023 :
  - Earwig de Lucile Hadzihalilovic
  - Les Secrets de la princesse de Cadignan d'Arielle Dombasle
  - Marie-Line et son juge de Jean-Pierre Améris
  - Nostalgia de Mario Martone
  - Second Tour d'Albert Dupontel
- 2024 :
  - La Jeune Fille et les Paysans de DK Welchman et Hugh Welchman
  - L'Empire de Bruno Dumont
  - May December de Todd Haynes

## Autres travaux
- 2014 : Nos femmes d'Éric Assous (Théâtre de Paris)[16]
- 2022 : Jaquette de Cher Connard de Virginie Despentes